# UPK1B
UPK1B (англ. Uroplakin 1B) – білок, який кодується однойменним геном, розташованим у людей на короткому плечі 3-ї хромосоми.  Довжина поліпептидного ланцюга білка становить 260 амінокислот, а молекулярна маса — 29 643.
| 10         |  | 20         |  | 30         |  | 40         |  | 50         |
| ---------- |  | ---------- |  | ---------- |  | ---------- |  | ---------- |
| MAKDNSTVRC |  | FQGLLIFGNV |  | IIGCCGIALT |  | AECIFFVSDQ |  | HSLYPLLEAT |
| DNDDIYGAAW |  | IGIFVGICLF |  | CLSVLGIVGI |  | MKSSRKILLA |  | YFILMFIVYA |
| FEVASCITAA |  | TQQDFFTPNL |  | FLKQMLERYQ |  | NNSPPNNDDQ |  | WKNNGVTKTW |
| DRLMLQDNCC |  | GVNGPSDWQK |  | YTSAFRTENN |  | DADYPWPRQC |  | CVMNNLKEPL |
| NLEACKLGVP |  | GFYHNQGCYE |  | LISGPMNRHA |  | WGVAWFGFAI |  | LCWTFWVLLG |
| TMFYWSRIEY |  |            |  |            |  |            |  |            |

A: Аланін

C: Цистеїн

D: Аспарагінова кислота

E: Глутамінова кислота

F: Фенілаланін

G: Гліцин

H: Гістидин

I: Ізолейцин

K: Лізин

L: Лейцин

M: Метіонін

N: Аспарагін

P: Пролін

Q: Глутамін

R: Аргінін

S: Серин

T: Треонін

V: Валін

W: Триптофан

Задіяний у такому біологічному процесі як поліморфізм. 
Локалізований у мембрані.